# RD1
RD1とは、1998年3月に発見された遠い場所にある銀河である。
RD1は、赤方偏移の値がz=5.34を示す。これはz=5以上の天体として発見された初めての天体である。これは1997年7月31日に発見された、銀河団CL 1358+62にある2つの銀河、CL 1358+62 G1とCL 1358+62 G2のz=4.92を超えて、当時最も遠い天体となった。最も遠い天体でいられたのは、HDF 4-473.0が発見される10月までの7ヶ月間だけである。
RD1は、地球から265億9000万光年先にあるが、これは空間の膨張を考慮した際の値であり、見かけの距離は125億3000万光年先に見える。